# سيرهى سيريبرينيكوف
سيرهى سيريبرينيكوف (بالأوكرانية: Серебренников Сергій Олександрович)‏ (1 سبتمبر 1976 بأولان-أودي في روسيا - ) هو مدرب كرة قدم ولاعب كرة قدم أوكراني في مركز الوسط. شارك مع منتخب أوكرانيا لكرة القدم. أما مع النوادي، فقد لعب مع دينامو كييف وسيركل بروج وشينيك ياروسلافل ونادي رويال شارلروا ونادي كلوب بروج وK.S.V. Roeselare ‏ وFC Dynamo Vologda ‏ وFSC Rybinsk ‏.

## روابط خارجية
- سيرهى سيريبرينيكوف على موقع الاتحاد الأوربي (الإنجليزية)
- سيرهى سيريبرينيكوف على موقع اتحاد أوكرانيا (الإنجليزية)
- سيرهى سيريبرينيكوف على موقع قاعدة بيانات كرة القدم.إي يو (الإنجليزية)
- سيرهى سيريبرينيكوف على موقع ناشيونال فوتبول تيمز (الإنجليزية)
- سيرهى سيريبرينيكوف على موقع Soccerway.com (الإنجليزية)